# قائمة الصحفيين الأرمن
هذه قائمة الصحفيين الأرمن، الذين ولدوا في أرمينيا وحصلوا على الجنسية أو الإقامة.

## صحفيون بارزون
- ليفون أنانيان[الإنجليزية]
- هامباردزوم أراكيليان[الإنجليزية]
- مكرتش أفيتيسيان[الإنجليزية]
- كيفورك أجيميان[الإنجليزية]
- نوبار أليكسانيان[الإنجليزية]
- بن باغديكيان
- إيديك باغداساريان[الإنجليزية]
- زوري بالايان[الإنجليزية]
- زافين بيبريان[الإنجليزية]
- جون روي كارلسون
- هرانت دينك
- جورج دونيكيان[الإنجليزية]
- جون جارابيديان[الإنجليزية]
- بيدروس حاجيان[الإنجليزية]
- ديفيد إغناطيوس
- أرمين كيتيان[الإنجليزية]
- تيم كوركجيان[الإنجليزية]
- دينيس كوريان[الإنجليزية]
- لارا سيتراكيان[الإنجليزية]
- جانيت شامليان[الإنجليزية]
- مارغريتا سيمونيان
- روجر تاتاريان[الإنجليزية]
- فيليب تيرزيان[الإنجليزية]
- مات فاسجرسيان[الإنجليزية]
- نيلي سركسيان
- نونا أليكسانيان
- أنوش تشاكليان[1]
- جريجور أتانيسيوس[2]

## صحفيون أرمن أُغتيلوا
- هرانت دينك

## نقاد السينما الأرمن
- دون أسكاريان[الإنجليزية]
- آرتسفي باخشينيان